# Лебединский (лунный кратер)
Кратер Лебединский (лат. Lebedinskiy) — большой ударный кратер в экваториальной области обратной стороны Луны. Название присвоено в честь советского астрофизика и геофизика Александра Игнатьевича Лебединского (1913—1967) и утверждено Международным астрономическим союзом в 1970 г.  Образование кратера относится к раннеимбрийскому периоду.

## Описание кратера

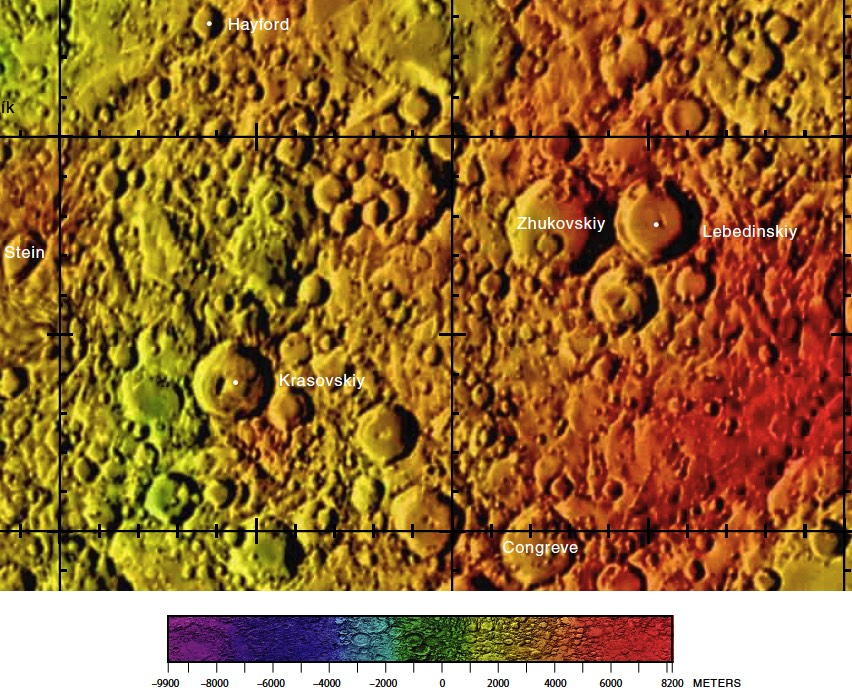
Окрестности кратера Лебединский. Фрагмент карты обратной стороны Луны.

Ближайшими соседями кратера являются кратер Жуковский примыкающий к западной части его вала; кратер Мак-Мас на севере; кратер Ремон на северо-востоке; кратер Энгельгардт на востоке-юго-востоке и кратер Конгрев на юге-юго-западе. Селенографические координаты центра кратера 7°50′ с. ш. 164°53′ з. д. / 7,84° с. ш. 164,89° з. д., диаметр 63,4 км, глубина 2,7 км.
Кратер Лебединский имеет близкую к циркулярной форму и умеренно разрушен. Вал несколько сглажен и перекрыт скоплением мелких кратеров в северной части, в остальной части периметра имеет сравнительно четко очерченную кромку. Ширина внутреннего склон вала различается по периметру кратера, самая широкая часть находится в южной части, в северной и западной части склона видны следы террасовидной структуры. Высота вала над окружающей местностью достигает 1220 м, объем кратера составляет приблизительно 3300 км³. Дно чаши сравнительно ровное, в северной части чаши находится скопление мелких кратеров. Несколько восточнее центра чаши расположен невысокий центральный пик.

## Сателлитные кратеры
| Лебединский | Координаты                                              | Диаметр, км |
| ----------- | ------------------------------------------------------- | ----------- |
| A           | 10°27′ с. ш. 164°09′ з. д. / 10,45° с. ш. 164,15° з. д. | 35,8        |
| B           | 9°59′ с. ш. 163°29′ з. д. / 9,99° с. ш. 163,49° з. д.   | 37,5        |
| K           | 6°16′ с. ш. 163°56′ з. д. / 6,26° с. ш. 163,94° з. д.   | 29,6        |
| P           | 5°45′ с. ш. 165°38′ з. д. / 5,75° с. ш. 165,64° з. д.   | 49,7        |

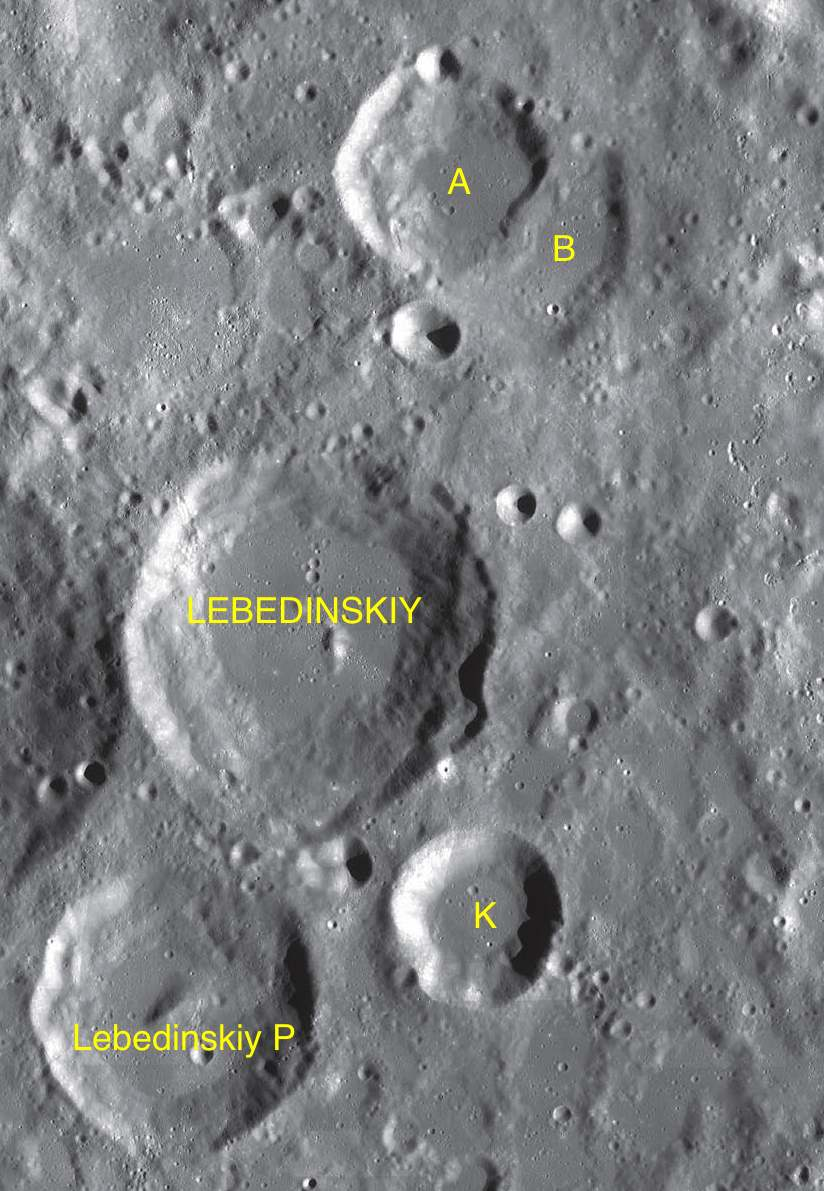
Фрагмент карты LAC-69.

- Образование сателлитного кратера Лебединский A относится к нектарскому периоду[1].
- Образование сателлитных кратеров Лебединский K и P относится к раннеимбрийскому периоду[1].

## См.также
- Список кратеров на Луне
- Лунный кратер
- Морфологический каталог кратеров Луны
- Планетная номенклатура
- Селенография
- Минералогия Луны
- Геология Луны
- Поздняя тяжёлая бомбардировка